# 小叶野扁豆
小叶野扁豆（学名：Dunbaria parvifolia）为豆科野扁豆属下的一个种。

## 扩展阅读
- 維基物種上的相關：小叶野扁豆